# Johanna Egger
Johanna Egger (* 25. Jänner 1998 in Salzburg) ist eine österreichische Schauspielerin und Singer-Songwriterin.

## Leben
Johanna Egger wurde als Tochter des Kabarettisten und Schauspielers Fritz Egger geboren. Nach der Matura besuchte sie von 2017 bis 2020 die Schauspielschule Krauss in Wien.

### Theater
Nach Abschluss der Schauspielausbildung wurde sie am Schauspielhaus Salzburg engagiert, wo sie beispielsweise als Käthchen in The Black Rider und Morgan in Artus, letzte Schlacht (2021), als Hermia im Sommernachtstraum (2022) und als Polly Peachum in der Dreigroschenoper sowie als Ismene in Antigone von Michael Köhlmeier nach Sophokles (2023) auf der Bühne stand.
Weitere Auftritte hatte sie in der Saison 2021/22 am Theater Meggenhofen als Marei in Der Brandner Kaspar und das ewig’ Leben und am Theater der Jugend in Wien. Beim Jedermann bei den Salzburger Festspielen ist sie 2024 Teil der Tischgesellschaft.

### Film und Fernsehen
2010 hatte sie einen ersten Fernsehauftritt im Special Die türkische Braut der ORF-Serie Oben ohne. Ihr Kinodebüt gab sie 2015 in der Romanverfilmung Beautiful Girl von Regisseur Dominik Hartl mit Jana McKinnon und Marlon Boess. 2017 war sie im ORF/ARD-Fernsehfilm Für dich dreh ich die Zeit zurück als junge Angi zu sehen. Im Fernsehkrimi Alt, aber Polt mit Erwin Steinhauer als Simon Polt spielte sie 2018 die Rolle der Laura Eichinger. 2021 verkörperte sie in der Universum History-Folge Augustus und Livia – Liebe, Macht und Schwert die junge Livia.

### Musik
Neben ihrer Tätigkeit als Schauspielerin ist sie als Singer-Songwriterin tätig und spielt Gitarre, Ukulele und Klavier. Im November 2023 veröffentlichte sie die EP Viertel vor Vier mit sechs eigenen Liedern.

## Filmografie (Auswahl)
- 2010: Oben ohne – Die türkische Braut (Fernsehserie)
- 2015: Beautiful Girl
- 2016: Für dich dreh ich die Zeit zurück (Fernsehfilm)
- 2018:	Alt, aber Polt (Fernsehfilm)
- 2021: Universum History: Augustus und Livia – Liebe, Macht und Schwert (Fernsehserie)

## Diskografie (Auswahl)
- 2023: Viertel vor Vier / (EP)[2]
- 2023 Viertel vor Vier
- 2023 Melancholisch
- 2024 Flieger aus Papier
- 2024 Keine Mauer
- 2024 Zwischen Zeilen